# Wydawnictwo Amber
Wydawnictwo Amber – pierwsze polskie prywatne i niezależne wydawnictwo w III Rzeczpospolitej, założone 28 lutego 1989 roku, prowadzone przez małżeństwo Zbigniewa Fonioka (do 1990 roku pracownika naukowego Zakładu Aparatury Mikrofalowej Polskiej Akademii Nauk) i Małgorzatę Cebo-Foniok, tłumaczkę i krytyczkę literatury francuskiej, członkinię Stowarzyszenia Pisarzy Polskich i Stowarzyszenia Tłumaczy Polskich.
Wydawnictwo Amber wydało ponad 8 tysięcy tytułów sprzedanych w ponad 65 milionach egzemplarzy. Wydaje światowe bestsellery: thrillery, kryminały, fantastykę, powieści obyczajowe, romanse, literaturę młodzieżową, biografie i wspomnienia, literaturę popularnonaukową (historia, psychologia, zdrowie), poradniki, komiksy oraz ilustrowane książki dla dzieci z logo Amberek.

## Historia
W 1989 roku Amber opublikował 3 tytuły w łącznym nakładzie 900 000 egzemplarzy, a w 1990 – 33 tytuły w nakładzie 6 milionów egzemplarzy. Nadrabiał wieloletnie zaległości w wydawaniu książek wcześniej w Polsce zakazanych przez działalność cenzury.
Na początku lat 90. XX w. Amber wprowadził na polski rynek kanon światowej literatury popularnej (takich autorów jak m.in. Robert Ludlum, John Grisham, Clive Cussler, Frederick Forsyth, Michael Crichton, Ken Follett, Thomas Harris, Stephen King, Danielle Steel, Nora Roberts, Philip K. Dick, Arthur C. Clarke, Andre Norton, Anne McCaffrey). Wydawali również filmy na kasetach VHS pod marką „Amber Video“.
W roku 1995 w rankingu wydawców „Rzeczpospolitej” Amber zajął 1. miejsce jako wydawca literatury pięknej. Zaczął wzbogacać ofertę o literaturę piękną, od noblistów: Williama Goldinga, Isaaca Bashevisa Singera i Kenzaburō Ōe, przez Pata Conroya, Italo Calvino, laureatów nagrody Bookera: Kingsleya Amisa i Roddy Doyle’a, zdobywców Pulitzera: Jamesa Michenera i Jane Smiley po Kurta Vonneguta oraz Wasilija Aksionowa.
Od roku 1996 Amber zaczął wydawać literaturę popularnonaukową, dla miłośników historii i nauki, wielotomowe ilustrowane serie albumowe (Historia świata, Zaginione cywilizacje, Skarby świata, II wojna światowa, Mity i ludzkość, Jak wyglądało życie oraz 7-tomową Historię sztuki użytkowej), poradniki medyczne (w tym 1000-stronicowy Wielki poradnik medyczny), motywacyjne i biznesowe, literaturę dla dzieci i młodzieży oraz zebrane dzieła J.R.R. Tolkiena i ponad 350 tytułów z serii Gwiezdne wojny. Amber był jednym z inicjatorów propagowania zdrowego żywienia i żywności, wydając nowatorskie poradniki dietetyczne (Biblia żywności i żywienia).
W 2001 roku pozycje wydawnicze Ambera notowane były na polskich listach bestsellerów prawie 400 razy. W roku 2002 Amber wydał 554 tytuły w nakładzie 2,8 miliona egzemplarzy, a 71 tytułów 158 razy weszło na polskie listy bestsellerów. W następnych latach wydawnictwo konsekwentnie wprowadzało do Polski nowe światowe trendy literatury popularnej (Pamiętniki wampirów, Niezgodna, kolorowanki dla dorosłych), wydając co roku 300-400 tytułów.
Wydawana literatura obca to: kryminały i thrillery (Sebastian Fitzek, Sharon Bolton, Simon Beckett, Ragnar Jónasson), literatura przygodowa (Clive Cussler), obyczajowa (Danielle Steel), romans historyczny (Julia Quinn, Eloisa James), literatura dla młodzieży, fantastyka, erotyka, komiksy oraz ilustrowane książki dla dzieci 3–5 lat – światowe kultowe bestsellery pod imprintem Ambrek (seria o Misiu Tulisiu, Za dużo marchewek, Żyrafy nie umieją tańczyć, Odwagi, zajączku).
Oferta niebeletrystyczna to: historia – kontrowersyjne interpretacje dziejów (Erich von Däniken, Graham Hancock, Zecharia Sitchin), II wojna światowa i militaria (William Breuer), psychologia (przełomowe światowe bestsellery: Oszustwa pamięci Julii Shaw, Twój wpływowy i uległy umysł Tali Sharot), nauki przyrodnicze (Misterium życia zwierząt Karstena Brensinga), biografie i wspomnienia ofiar przemocy, skrzywdzonych dzieci i kobiet (Sprzedana, Mama kazała mi chorować) oraz nowatorskie ilustrowane poradniki przyrodnicze (Ptaki w ogrodzie – jak je rozpoznawać).

## Nagrody
- Śląkfa 1990 – nagroda czytelników dla najlepszego wydawcy literatury SF[6]
- Srebrna Łuska 1991 – nagroda czytelników „Przekroju” dla najlepszego kryminału - Milczenie owiec Thomasa Harrisa[7][8]
- Srebrna Łuska 1994 - nagroda czytelników „Przekroju” dla najlepszej powieści sensacyjno-kryminalnej roku - Dzień Szakala Fredericka Forsytha[9]
- Śląkfa 1998 – nagroda czytelników dla najlepszego wydawcy literatury SF[6]
- Sfinks 2005 dla zagranicznej powieści roku - Ilion Dana Simmonsa[10]
- Wielki Kaliber Empiku 2006 dla najlepszego zagranicznego kryminału - ''Sprawiedliwość owiec'' Leonie Swann[11]
- As Empiku 2007 dla najlepszej książki z fantastyki - ''Dzieci Húrina'' J.R.R. Tolkiena[12]
- Mądra Książka Roku 2018 (przyznawana przez Uniwersytet Jagielloński, portal Mądre Książki i Fundację Euklidesa) - Oszustwa pamięci Julii Shaw[13]